# ثنائي إيثيل أميد حمض الليسرجيك
ثنائي إيثيل أميد حمض الليسرجيك (بالإنجليزية: Lysergic acid diethylamide )‏ (بالألمانية: Lysergsäurediethylamid)؛ ويختصر LSD هو مادة صلبة عديمة اللون والرائحة والطعم في شكله النقي مركب شبه قلوي ومن المهلوسات القوية المؤثرة على العقل جرعة صغيرة جدا تكفي لإحداث اضطرابات في الرؤية، والمزاج والفكر. يعرف العقار أيضا باسم ليسرجيد (INN) وهو عقار مخل بالنفس من عائلة إرجولين، المعروفة بآثارها النفسية - والتي تشمل عمليات التفكير المتغيرة ومرئيات العين المفتوحة والمغلقة، وحس مرافق، وتغير الإحساس بالوقت، والخبرات الروحية - فضلا عن دورها الرئيسي كثقافة مضادة من حقبة الستينات. وهي تستخدم أساسًا على أنها مخدرات روحانية ومخدرات ترفيهية. إل أس دي غير قابل للإدمان. ومع ذلك، فإن ردود الفعل النفسية السلبية الحادة مثل القلق، وجنون العظمة، والأوهام ممكنة.
إل إس دي تم تخليقه لأول مرة بواسطة ألبرت هوفمان في عام 1938 من الإرغوتامين، وهي مادة كيميائية مشتقة من قبل آرثر ستول وهو كيمائي سويسري من الإرغوت، وهو حبوب ويمثل الفطر الذي ينمو عادة على شيلم مزروع. الذي يختصر ب «إل إس دي» يأتي من الاسم الكودي المبكر LSD-25، والذي هو اختصار للكلمة الألمانية "Lysergsäure-diethylamid" متبوعًا برقم متسلسل. إل إس دي يعد حساسًا إلى الأكسجين، وضوء الأشعة فوق البنفسجية، والكلور،  خصوصا في المحلول، على الرغم من أن فعاليته قد تستمر لسنوات إذا تم تخزينه بعيدا عن الضوء والرطوبة في درجة حرارة منخفضة. في شكله النقي هو مادة الصلبة عديمة اللون والرائحة والطعم. وعادة إل إس دي إما يبتلع عن طريق (الفم) أو يمتص (تحت اللسان)، وعادة على ركيزة (كيمياء) مثل ماصة ورقة نشافة، ويمزج مع مكعب السكر، أو الجيلاتين. في شكله السائل، فإنه يمكن أيضًا إستخدامه عن طريق الحقن العضلي أو الوريدي. ومن المثير للاهتمام، خلافًا لمعظم الفئات الأخرى من المخدرات غير المشروعة ومجموعات أخرى من عقاقير الهلوسة مثل مركبات الفينيثيلامينات والتريبتامين، عندما يستخدم إل إس دي عن طريق الحقن في الوريد فإن مفعوله ليس فوريًا، بدلًا من ذلك يستغرق ما يقرب من 30 دقيقة حتى يبدأ مفعوله. إل إس دي هو قوي جدًا، بجرعة تبلغ 20-30 ميكروغرام كونها جرعة عتبة.
اكتشف هوفمان خصائص عقار إل إس دي في 1943. تم عرضه تجاريًا في عام 1947 من قبل مختبرات ساندوز تحت اسم تجاري Delysid كدواء لعلاج مختلف الاستخدامات النفسية. في الخمسينات، يعتقد مسؤولون في وكالة الاستخبارات المركزية الأمريكية (CIA) قد يكون الدواء الذي ينطبق على وظيفة السيطرة على العقل والحرب الكيميائية؛ نشر مشروع إم كي ألترا
الاسم الرمزي لبرنامج بحوث للسيطرة على العقل لوكالة المخابرات المركزية التي بدأت في الخمسينات
برنامج الوكالة بحوث المخدرات بين الجنود الشباب والطلاب. استخدام الترفيهية لاحق من المخدرات عن طريق ثقافة الشباب في العالم الغربي خلال حقبة الستينات أدت إلى عاصفة سياسية والتي أسفرت عن الحظر.

## الاكتشاف
حضر لأول مرة في عام 1938 عن طريق السويسري ألبرت هوفمان الصيدلي في شركات الأدوية ساندوز للأغراض الطبية وتوفي عام 2008 م.

## التصنيف
يصنف عقار إل إس دي على أنه من المهلوسات ويتعاطى في أغلب دول العالم بدون وصفة طبية.

## المفعول
1. زيادة طفيفة في ضغط الدم وضربات القلب.
2. الشعور بالروحانية الذي قد يتنوع ويأخذ صورا كثيرة مثل الإحساس بعظمة وجمال الكون وبالانتماء إليه أو إلى خالقه والشعور بالارتباط بالجنس البشري ككل.
3. تغير في العواطف والمشاعر التي قد تتراوح بين الشعور الغامر بالسعادة والحب إلى الخوف والهلع وتذكر مواقف سلبية من ماضي الشخص.
4. ارتفاع طفيف في درجة حرارة الجسم.
5. هلاوس بصرية في الغالب وبشكل أقل سمعية.
6. اتساع حدقة العين.
7. تحسن في حدة الحواس، فالألوان قد تظهر بشكل أعمق أو فاقع والتفاصيل البصرية قد تظهر بشكل أوضح وأغنى.
8. تغير عام في طريقة التفكير ويتجلى ذلك في القدرة العالية على التخيل والتصور وربط الأفكار المتباعدة.

## التأثيرات والأعراض
يعتبر هذا العقار هو من أقوى عقاقير الهلوسة ولذلك تم منعه في أغلب دول العالم وتم حظره بدون وصفة طبية وهو عقار قوي جدا لذلك تقاس جرعاته بالمايكروغرام. تناول هذه المادة يؤدي إلى أعراض وتأثيرات تستمر لعدة ساعات وعادة ما تسمى بالرحلة وهي تتفاوت من شخص إلى آخر.
في الغالب يشعر الشخص بأن ألوان المحيط الذي هو فيه تبدأ بالتوهج وتبدو كأنها تتحرك وتتنفس - ظهور رسوم وأشكال متحركة على الجدران - تشوه الإحساس بالزمن فيبدو كأنه يتمطى ويكرر نفسه وتتغير سرعته وأحيانا يتوقف تماما - التعرض لما يشبه تجربة الخروج من الجسد – التعرق وجفاف الفم من أعراض تناول العقار كما يرتفع ضغط الدم وتزداد دقات القلب – مختلف الهلوسات البصرية والسمعية.. إلخ، وهذه الأعراض ليست ثابتة فهي تختلف من شخص لآخر كما تختلف مدة الرحلة وهلوستها حسب مقدار الجرعة التي يتناولها الإنسان وبسبب طبيعة هذه المادة فقد شاع استعمالها بين الجماعات الدينية والروحانية كما أن هذه المادة لا تسبب الإدمان.

## الجرعات
تقاس جرعاته بالمايكروغرام نظرا لأنه يعد أقوى عقاقير الهلوسة على الإطلاق.

## المنع
هذا العقار ممنوع في أغلب دول العالم حسب اتفاقية المؤثرات العقلية سنة 1971، مع السماح فقط للاستخدام في مجال البحث العلمي.

## مواضيع لها علاقة
- مصل الحقيقة
- جون هنري غادم